# Forellenkwintet
Het Pianokwintet in A-groot „Forellenkwintet“ (D 667) is een compositie van Franz Schubert uit 1819.
Het werk bestaat uit 5 delen:
- Allegro vivace

- Andante
- Scherzo: Presto
- Thema mit Variationen: Andantino
- Finale: Allegro giusto

De bezetting is afwijkend van een standaard pianokwintet (bestaande uit piano plus strijkkwartet): piano, viool, altviool, cello, contrabas.
De naam van dit pianokwintet is gebaseerd op het vierde deel, waar Schubert zijn lied "Die Forelle" (op. 32, D 550 uit 1817) heeft gebruikt als basis van zijn variaties. Het werk werd pas in 1829 na Schuberts dood gepubliceerd.